# مرجان برازنده
مرجان برازنده (نام علمی: Catalaphyllia) نام یک سرده از راسته مرجان‌های سنگی است.